# Szachtior Karaganda
Szachtior Karaganda (kaz. Шахтёр Қарағанды Футбол Клубы) – kazachski klub piłkarski z siedzibą w Karagandzie, grający w sezonie 2025 w kazachskiej Byrynszy lidze.

## Historia
Chronologia nazw:
- 1958–1996: Szachtior Karaganda (kaz. Шахтёр Қарағанды)
- 1997–2004: Szachtior-Ispat-Karmiet Karaganda (kaz. Шахтёр-Испат-Кармет Қарағанды)
- od 2005: Szachtior Karaganda (kaz. Шахтёр Қарағанды)

Klub założony został w 1958 roku jako Szachtior Karaganda i debiutował w Klasie B, strefie 2 Mistrzostw ZSRR. W 1962 wygrał najpierw rozgrywki w strefie 2, a potem wygrał turniej finałowy. Przez reorganizację systemu lig ZSRR w 1963 pozostał jednak w drugiej klasie rozgrywek. W 1973 zajął 18. miejsce i spadł do Wtoroj Ligi, strefy 1, w której występował do 1991.
Po uzyskaniu przez Kazachstan niepodległości w 1992 debiutował w Wysszej Lidze. W latach 1997–2004 nazywał się Szachtior-Ispat-Karmiet Karaganda, po czym powrócił do historycznej nazwy. Zawsze uczestniczył w rozgrywkach Kazachskiej Priemjer-Ligi i nigdy nie był relegowany do niższej ligi.

## Sukcesy
- Pierwaja Liga ZSRR, finał: mistrz (1962)
- Puchar ZSRR: 1/8 finału (1963, 1965, 1969, 1972, 1973)
- Mistrzostwo Kazachskiej SRR: mistrz (1982, 1983)
- Priemjer Ligasy: mistrz (2011, 2012), 3. miejsce (1995, 2007, 2009)
- Puchar Kazachstanu: 2013
- Liga Mistrzów: 4. runda eliminacyjna (2013/14)
- Puchar UEFA: 1. runda eliminacyjna (2006)
- Puchar Intertoto: 1. runda eliminacyjna (2002/03)

## Obecny skład
Stan na 9 Maja 2025
| Nr | Poz. | Piłkarz                 |
| -- | ---- | ----------------------- |
| 30 | BR   | Igor Shatskiy (kapitan) |
| 1  | BR   | Vladislav Loshkarev     |
| 16 | BR   | Nuraly Nurgaliev        |
| 2  | OB   | Ramazan Alimkhan        |
| 26 | OB   | Olzhas Kerimzhanov      |
| 13 | PO   | Aleksandr Migunov       |
| 4  | OB   | Shakhsultan Zubaydilda  |
| 12 | OB   | Ualikhan Mukhametzhanov |
| 17 | OB   | Elkhan Saidov           |
| 15 | OB   | Bogdan Savkiv           |
| 24 | OB   | Rustam Zhankhaev        |
| 3  | POM  | Azamat Erkinbek         |

| Nr | Poz. | Piłkarz          |
| -- | ---- | ---------------- |
| 27 | POM  | Miras Dilmurat   |
| 21 | POM  | Mansur Dilmurat  |
| 28 | POM  | Yuriy Pertsukh   |
| 8  | POM  | Rafail Ospanov   |
| 18 | POM  | Ansar Altynkhan  |
| 25 | POM  | Maksim Kholod    |
| 22 | POM  | Roman Asylbaev   |
| 23 | NA   | Rifat Nurmugamet |
| 7  | NA   | Arman Nusip      |
| 29 | NA   | Daniyal Takhanov |
| 11 | NA   | Maksim Galkin    |
| 9  | NA   | Aydos Tattybaev  |
| 10 | NA   | Dias Kalybaev    |
| 20 | NA   | Maksim Komikov   |

## Europejskie puchary
Legenda do wszystkich tabel:
- Q – runda eliminacyjna, 1/16, 1/8, 1/4, 1/2 – odpowiednia faza rozgrywek, Grupa – runda grupowa, 1r gr – pierwsza runda grupowa, 2r gr – druga runda grupowa, F – finał, R – runda, PO – play-off
- k. – rzuty karne, los. – losowanie, Dogr. – dogrywka, w. – zasada bramek strzelonych na wyjeździe

| Sezon   | Rozgrywki               | Runda   | Klub                  | Dom | Wyjazd | Ogólnie     |
| ------- | ----------------------- | ------- | --------------------- | --- | ------ | ----------- |
| 2006    | Puchar Intertoto        | 1R      | Partyzan Mińsk        | 1–5 | 3–1    | 4–6         |
| 2008/09 | Puchar UEFA             | 1Q      | Debrecen              | 1–1 | 0–1    | 1–2         |
| 2010/11 | Liga Europy             | 1Q      | Ruch Chorzów          | 1–2 | 0–1    | 1–3         |
| 2011/12 | Liga Europy             | 1Q      | Koper                 | 2–1 | 1–1    | 3–2         |
| 2011/12 | Liga Europy             | 2Q      | St Patrick’s Athletic | 2–1 | 0–2    | 2–3         |
| 2012/13 | Liga Mistrzów           | 2Q      | Slovan Liberec        | 1–1 | 0–1    | 1–2, Dogr.  |
| 2013/14 | Liga Mistrzów           | 2Q      | BATE Borysów          | 1–0 | 1–0    | 2–0         |
| 2013/14 | Liga Mistrzów           | 3Q      | Skënderbeu Korcza     | 3–0 | 2–3    | 5–3         |
| 2013/14 | Liga Mistrzów           | PO      | Celtic F.C.           | 2–0 | 0–3    | 2–3         |
| 2013/14 | Liga Europy             | Grupa L | AZ Alkmaar            | 1–1 | 0–1    | 4. miejsce  |
| 2013/14 | Liga Europy             | Grupa L | PAOK FC               | 0–2 | 1–2    | 4. miejsce  |
| 2013/14 | Liga Europy             | Grupa L | Maccabi Hajfa         | 2–2 | 1–2    | 4. miejsce  |
| 2014/15 | Liga Europy             | 1Q      | Szirak Giumri         | 4–0 | 2–1    | 6–1         |
| 2014/15 | Liga Europy             | 2Q      | Atlantas Kłajpeda     | 3–0 | 0–0    | 3–0         |
| 2014/15 | Liga Europy             | 3Q      | Hajduk Split          | 4–2 | 0–3    | 4–5         |
| 2021/22 | Liga Konferencji Europy | 2Q      | FCSB                  | 2–1 | 0–1    | 2–2, k: 5–3 |
| 2021/22 | Liga Konferencji Europy | 3Q      | Kołos Kowaliwka       | 0–0 | 0–0    | 0–0, k: 3–1 |
| 2021/22 | Liga Konferencji Europy | PO      | Maccabi Tel Awiw      | 1–2 | 0–2    | 1–4         |